# Neanthes
Neanthes är ett släkte av ringmaskar som beskrevs av Johan Gustaf Hjalmar Kinberg 1866. Neanthes ingår i familjen Nereididae.

## Bildgalleri

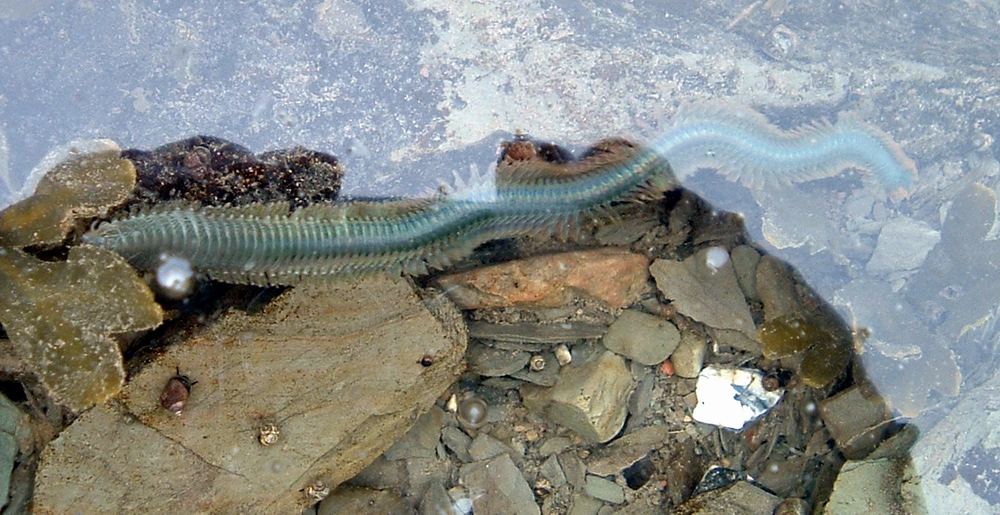

## Dottertaxa tillNeanthes, i alfabetisk ordning[1][2]
- Neanthes abyssorum
- Neanthes acuminata
- Neanthes agnesiae
- Neanthes agulhana
- Neanthes arenaceodentata
- Neanthes articulata
- Neanthes augeneri
- Neanthes bassi
- Neanthes bioculata
- Neanthes biseriata
- Neanthes bongcoi
- Neanthes brandti
- Neanthes bruaca
- Neanthes caudata
- Neanthes chilkaensis
- Neanthes chingrighattensis
- Neanthes cortezi
- Neanthes cricognatha
- Neanthes crucifera
- Neanthes donghaiensis
- Neanthes egregicirrata
- Neanthes flava
- Neanthes flavipes
- Neanthes flindersi
- Neanthes fucata
- Neanthes galetae
- Neanthes glandicincta
- Neanthes grandis
- Neanthes helenae
- Neanthes heteroculata
- Neanthes indica
- Neanthes irrorata
- Neanthes isolata
- Neanthes japonica
- Neanthes kerguelenensis
- Neanthes kerguelensis
- Neanthes larentukana
- Neanthes latipalpa
- Neanthes lighti
- Neanthes macrocephala
- Neanthes maculata
- Neanthes manatensis
- Neanthes meggitti
- Neanthes mexicana
- Neanthes multidentata
- Neanthes nanhaiensis
- Neanthes negomboensis
- Neanthes noodti
- Neanthes nubila
- Neanthes operta
- Neanthes oxypoda
- Neanthes papillosa
- Neanthes philippinensis
- Neanthes pleijeli
- Neanthes pseudonoodti
- Neanthes reducta
- Neanthes roosevelti
- Neanthes rubicunda
- Neanthes ruficeps
- Neanthes sakhalinensis
- Neanthes sandiegensis
- Neanthes seridentata
- Neanthes sexoculata
- Neanthes succinea
- Neanthes suluensis
- Neanthes tasmani
- Neanthes trifasciata
- Neanthes typhla
- Neanthes uncinula
- Neanthes unifasciata
- Neanthes uniseriata
- Neanthes vaalii
- Neanthes verrillii
- Neanthes willeyi
- Neanthes vitabunda